# Pedro Labernia Esteller
Pedro o Pere Labèrnia Esteller (Traiguera, provincia de Castellón, 19 de febrero de 1802–Barcelona, 26 de junio de 1860) fue un filólogo, lexicógrafo y paremiólogo español que escribió en castellano y valenciano.

## Biografía
Hijo de labradores de Traiguera, en el Bajo Maestrazgo, ingresó en el seminario de Tortosa, donde permaneció seis años estudiando. Tres de filosofía, dos de teología y uno de moral. Marchó a Barcelona en 1825 para ampliar estudios mientras trabajaba como docente en el colegio de los trinitarios de San Pedro / San Pere, del que al cabo sería director. En 1828 se doctoró en Letras (Latín y Humanidades). Al año siguiente se casó (1829), pero pronto enviudó dos veces y se volvió a casar una tercera. Tuvo tres hijos, uno de cada una: Mercedes, Pedro y Ramón. Dedicó toda su vida posterior a sus clases de latín y humanidades y a escribir y actualizar un Diccionario de la lengua catalana y otras obras lexicográficas y gramaticales. Eso le valió el ingreso en la Academia de Buenas Letras de Barcelona en 1836, aunque leyó su discurso en 1837. Destaca en especial su diccionario trilingüe catalán-español-latín (1839-1840), 2 vols., que fue reimpreso y reeditado varias veces. De espíritu independiente, incluye numerosos tecnicismos y neologismos españoles no recogidos por el Diccionario de la Real Academia Española, al cual enriquece en ocho mil nuevos términos; también incorpora numerosos refranes y frases hechas. Se le considera uno de los principales estudiosos del campo de la filología catalana en el área lexicográfica y paremiológica hasta la llegada de Pompeu Fabra.

## Obras
- Observaciones acerca del estilo y diversos géneros y también sobre el lenguaje trópico y figurado (discurso de ingreso en la Real Academia de Buenas Letras de Barcelona), Barcelona, 1837
- Diccionari de la llengua catalana ab la correspondencia castellana i llatina, Barcelona, Estampa dels Hereus de la V. Pla, 1839-1840, 2 vols. (Barcelona, Espasa Germans, Editors, 1864-1865; Barcelona, Espasa y Compañía, 1888-1892; Barcelona, Salvat, 1910)
- Diccionario de la lengua castellana con las correspondencias catalana y latina, Barcelona, Imprenta de J. M. de Grau, 1844-1848, 2 vols.
- Diccionario manual de la Lengua Castellana con la Correspondencia Latina [y de la Lengua Latina con la Correspondencia Castellana], Barcelona, Imprenta B. Bassas, 1850-1853, 2 vols.
- Gramática Latina, Barcelona, Imprenta B. Bassas, 1852
- Novísimo diccionario de la Lengua Castellana con la correspondiente catalana, Barcelona, Espasa, 1866-1867.
- Ortografía de la lengua castellana, 2ª ed., Barcelona, J. M. Grau, 1849.